# Olympische Sommerspiele 2024/Gewichtheben – Halbschwergewicht (Männer)
Das Gewichtheben der Männer in der Klasse bis 89 kg (Halbschwergewicht) bei den Olympischen Sommerspielen 2024 in Paris fand am 9. August 2024 in der Arena Paris Sud 6 statt. Durch die Reduzierung der Gewichtsklassen von sieben auf fünf bei den Männern fand auch eine Umstrukturierung der Gewichtsklassen statt. So ist das Halbschwergewicht erstmals seit 2016 zurück im olympischen Programm, obwohl die Anzahl der Gewichtsklassen insgesamt reduziert wurde. Der Bulgare Karlos Nassar konnte sich im Wettkampf die Goldmedaille sichern und stellte dabei mit 224 kg im Stoßen und 404 kg im Zweikampf neue Weltrekorde und olympische Rekorde auf.

## Titelträger
| Olympische Spiele 2020         | nicht ausgetragen  | nicht ausgetragen | Tokio     |
| Weltmeisterschaften 2023       | Mir Mostafa Javadi | 384 kg            | Riad      |
| Afrikameisterschaften 2024     | Karim Abokahla     | 381 kg            | Ismailia  |
| Panamerikameisterschaften 2024 | Yeison López       | 382 kg            | Caracas   |
| Asienmeisterschaften 2024      | Ali Aalipour       | 363 kg            | Taschkent |
| Europameisterschaften 2024     | Karlos Nassar      | 391 kg            | Sofia     |
| Ozeanienmeisterschaften 2024   | Kyle Bruce         | 328 kg            | Auckland  |

## Rekorde

### Bestehende Rekorde
Vor Beginn der Olympischen Spiele waren folgende Rekorde gültig:
| Weltrekord         | Reißen    | Yeison López         | 182 kg | Phuket | 6. April 2024     |
| Weltrekord         | Stoßen    | Karlos Nassar        | 223 kg | Doha   | 10. Dezember 2023 |
| Weltrekord         | Zweikampf | Li Dayin             | 396 kg | Jinju  | 10. Mai 2023      |
|                    |           |                      |        |        |                   |
| Olympischer Rekord | Reißen    | Olympischer Standard | 180 kg |        |                   |
| Olympischer Rekord | Stoßen    | Olympischer Standard | 212 kg |        |                   |
| Olympischer Rekord | Zweikampf | Olympischer Standard | 390 kg |        |                   |

### Neue Rekorde
| Weltrekord         | Stoßen    | Karlos Nassar | 224 kg | Paris | 9. August 2024 |
| Weltrekord         | Zweikampf | Karlos Nassar | 404 kg | Paris | 9. August 2024 |
| Olympischer Rekord | Stoßen    | Karlos Nassar | 213 kg | Paris | 9. August 2024 |
| Olympischer Rekord | Stoßen    | Karlos Nassar | 224 kg | Paris | 9. August 2024 |
| Olympischer Rekord | Zweikampf | Karlos Nassar | 393 kg | Paris | 9. August 2024 |
| Olympischer Rekord | Zweikampf | Karlos Nassar | 404 kg | Paris | 9. August 2024 |

## Qualifikation
Die zehn höchstplatzierten Athleten der Qualifikationsrangliste erhielten einen Quotenplatz. Dabei war nur ein Athlet pro Land zu berücksichtigen. Pro Geschlecht durften jedoch nur maximal drei Sportler eines NOKs über drei Gewichtsklassen verteilt eingesetzt werden. Zudem war ein Quotenplatz für denjenigen kontinentalen Verband vorgesehen, dessen Athleten sich nicht über die Qualifikationsrangliste einen Startplatz sichern konnten. Dabei erhielt der höchstplatzierte teilnahmeberechtigte Athlet dieses kontinentalen Verbandes den Quotenplatz. Um teilnahmeberechtigt zu sein, mussten die Athleten an den Weltmeisterschaften 2023, dem IWF World Cup 2024 und an mindestens drei weiteren Qualifikationsturnieren teilnehmen.

## Endergebnis
| Rang | Athlet              | Nation     | Kgw. | Reißen (kg) | Reißen (kg) | Reißen (kg) | Reißen (kg) | Stoßen (kg) | Stoßen (kg) | Stoßen (kg) | Stoßen (kg) | Zweikampf |
| Rang | Athlet              | Nation     | Kgw. | 1           | 2           | 3           | Gesamt      | 1           | 2           | 3           | Gesamt      | Zweikampf |
| ---- | ------------------- | ---------- | ---- | ----------- | ----------- | ----------- | ----------- | ----------- | ----------- | ----------- | ----------- | --------- |
| 1    | Karlos Nassar       | Bulgarien  |      | 173         | 177         | 180         | 180         | 213         | 224         | —           | 224         | 404       |
| 2    | Yeison López        | Kolumbien  |      | 175         | 180         | 180         | 180         | 205         | 205         | 210         | 210         | 390       |
| 3    | Antonino Pizzolato  | Italien    |      | 172         | 172         | 176         | 172         | 212         | 212         | 212         | 212         | 384       |
| 4    | Marin Robu          | Moldau     |      | 170         | 175         | —           | 175         | 200         | 208         | 212         | 208         | 383       |
| 5    | Mir Mostafa Javadi  | Iran       |      | 164         | 168         | 171         | 168         | 204         | 217         | 217         | 204         | 372       |
| 6    | Yu Dong-ju          | Südkorea   |      | 163         | 163         | 168         | 168         | 203         | 211         | 217         | 203         | 371       |
| 7    | Andranik Karapetjan | Armenien   |      | 170         | 175         | 177         | 170         | 200         | 210         | 215         | 200         | 370       |
| 8    | Keydomar Vallenilla | Venezuela  |      | 157         | 162         | 165         | 162         | 190         | 196         | 200         | 196         | 358       |
| 9    | Romain Imadouchène  | Frankreich |      | 155         | 155         | 161         | 155         | 195         | 196         | 204         | 196         | 351       |
| 10   | Kyle Bruce          | Australien |      | 143         | 148         | 148         | 148         | 182         | 182         | 188         | 182         | 330       |
| —    | Karim Abokahla      | Ägypten    |      | 165         | 170         | 170         | 165         | —           | —           | —           | —           | DNF       |
| —    | Boady Santavy       | Kanada     |      | 158         | 163         | 166         | 163         | 186         | 187         | 188         | —           | DNF       |